# Dietrich Barsch
Dietrich Barsch (* 25. Mai 1936 in Erfurt; † 23. Mai 2018 in Heidelberg) war ein deutscher Geograph an der Universität Heidelberg.

## Leben
Geboren in Erfurt legte Dietrich Barsch mit dem Studium der Geographie, Mathematik, Philosophie und Geologie an den Universitäten Kiel und Bonn die Grundlagen für seine wissenschaftliche Karriere. Nach der Promotion, 1962 in Bonn, wechselte er an die Universität Basel, wo er sich 1968 habilitierte. Er wurde als Schüler von Carl Troll mit der Arbeit Wind, Baumform und Landschaft. Eine Untersuchung des Windeinflusses auf Baumform und Kulturlandschaft unter besonderer Berücksichtigung des Mistralgebietes im französischen Rhonetal an der Universität Bonn zum Dr. rer. nat. promoviert. Die Habilitation mit der Arbeit Studien zur Geomorphogenese des zentralen Berner Juras erfolgte an der Universität Basel, ebenso die Ernennung zum Privatdozenten.
1972 wurde er auf eine Professur an die Universität Kiel berufen, 1974 wechselte er auf einen Lehrstuhl für Geographie der Universität Heidelberg. Krankheitsbedingt schied er am 30. Oktober 1998 kurz vor seinem 60. Geburtstag aus dem aktiven Dienst aus. Barsch war verheiratet mit seiner Frau Doris und hat drei Kinder.

## Wirken
Dietrich Barschs Leidenschaft galt den Hochgebirgen (Alpen, Skandinavien, Anden), danach den Hohen Breiten (kanadische Arktis, Spitzbergen, Antarktische Halbinsel). Seit dieser Zeit gehört auch die Periglazialforschung, insbesondere auch die umfassende Analyse der Blockgletscher und des Gebirgspermafrostes, zu den Hauptarbeitsgebieten. Neben verschiedenen Einzelprojekten wurde das Schwerpunktprogramm der Deutschen Forschungsgemeinschaft Geomorphologische Detailaufnahme in der Bundesrepublik Deutschland (1976–1982) von ihm initiiert. Dessen Ziel war es, geomorphologische Karten in den Maßstäben 1:25.000 und 1:100.000 aus typischen Reliefgebieten der BRD zu erstellen. Insgesamt wurden 45 Beispielblätter publiziert. Weitere Ziele in seinem wissenschaftlichen Wirken waren Forschungen in den arktischen Gebieten und den außereuropäischen Hochgebirgen. Er leitete fünf Expeditionen, zwei davon in die Arktis (Ellesmere Island 1978, Spitzbergen 1990) und drei in die Antarktis (King George Island). Dazu kamen wiederholte Aufenthalte in den Anden, im Himalaya und den Rocky Mountains.
Er war Mitglied im SCAR (Wissenschaftlicher Ausschuss für Antarktisforschung).

## Gremientätigkeiten
Dietrich Barsch war national wie international vernetzt. Er war Erster Vorsitzender des Deutschen Arbeitskreises für Geomorphologie (1986–1990), Vorsitzender der Deutschen Gesellschaft für Geographie (1989–1991) und Vorsitzender der International Association of Geomorphologists (1993–1997). Er war zweimal Dekan der Fakultät für Geowissenschaften und Vorsitzender des Verwaltungsrates der Universität. Von 1989 bis 1993 war er Vorsitzender des Zentralverbandes der Geographie und des Verbandes der Hochschullehrer der Geographie. In dieser Zeit der Wiedervereinigung der beiden deutschen Staaten lag ihm, selbst aus Erfurt stammend, die Neuausrichtung der DDR-Institute und deren Einbindung in den Verband am Herzen. Er war Vizepräsident der International Association of Geomorphologists (IAG) und danach vier Jahre Präsident.

## Publikationen (Auswahl)
- Studien zur Geomorphogenese des zentralen Berner Juras. - 1969. (Basler Beiträge zur Geographie. 9.)
- mit L. King: Ergebnisse der Heidelberg-Ellesmere Island-Expedition.1981. (Heidelberger Geographische Arbeiten. 69)
- mit L. King: Origin and geoelectrical resistivity of rockglaciers in semiarid, subtropical mountains (Andes of Mendoza, Argentina).in: Zeitschrift für Geomorphologie. N.F. 33, 2. S. 151–163.
- Rockglaciers: Indicators for the Present and Former Geoecology in High Mountain Environments. 1996. (Springer Series in Physical Environment.6) Berlin, Heidelberg: Springer, 1989. ISBN 978-3-642-80093-1 DOI:10.1007/978-3-642-80093-1